# Собор Архистратига Михаїла
Собор Архистратига Михаїла (іноді Михайлів день) — християнське свято на честь Архистратига Михаїла та очолюваних ним янголів Господніх, яке вшановується 8 листопада. Головне з усіх свят на честь святих янголів.
Михаїл, ім'я якого означає «хто як Бог?» або «хто рівний Богові?» є головнокомандувачем сил Господніх. Небесні духи були створені ще до творіння світу матеріального. І коли на небі стався бунт і Денниця разом з частиною янголів вирішив повстати проти Бога, вірні йому янголи на чолі з архистратигом Михаїлом скинули Сатану в безодню.

## Історія встановлення свята
8 листопада православна церква вшановує Михаїла разом з усім собором святих янголів. Згідно з давньохристиянським церковним письменником Діонісієм Ареопагитом, чинів янгольських налічується дев'ять. Ці чини поділяються на три ієрархії — кожної по три чини. Вищі чини — серафими, херувими і престоли. У середній ієрархії домінати, сили і владні. У нижчій ієрархії начала, архангели і янголи.
Втім попри своє положення та різні найменування усі вони мають загальну назву — янголи. Над усіма дев'ятьма небесними чинами очільником є архистратиг Михаїл. Їхнє угрупування на чолі з Михаїлом називають янгольським собором.
Ще в апостольські часи було поширене вчення про янголів. Серед християн з'явилися іновірці, які поклонялися їм як богам і вчили, що видимий світ створений не Богом, а янголами, вважаючи їх вищими від його сина Ісуса Христа. Це вчення офіційна Церква вважала настільки небезпечним, що святі отці були змушені скликати в Лаодикії помісний собор, на якому засудили поклоніння янголам і постановили шанувати їх як служителів Божих, охоронців людського роду, наказавши святкувати Собор Архістратига Михаїла та інших Небесних Сил 8 листопада. Дата святкування вибрана невипадково. Листопад — це 9-й місяць після березня, який вважається першим місяцем після створення світу. На відзначення дев'яти ангельських чинів саме в листопаді — 9-му місяці — встановлено свято янголів. 8-е число вказує на день Страшного суду.

## Іконографія
На іконах Архангели зображуються відповідно до роду їхнього служіння: Михайло - топче ногами диявола, в лівій руці тримає зелену фінікову гілку, в правій - спис з білою хоругвою (іноді полум'яний меч), на якому написаний червлений хрест. Гавриїл - із райською гілкою, принесеною ним Пресвятій Діві, або зі ліхтарем у правій руці і дзеркалом з яспису - у лівій. Рафаїл - тримає посудину з цілющими ліками в лівій руці, а правою веде Товію, що несе рибу. Уриїл - у піднятій правій руці - оголений меч на рівні грудей, в опущеній лівій руці - "полум'я вогненне". Селафиїл - в молитовному положенні, що дивиться вниз, руки складені на грудях.  Єгудиїл - в правиці тримає золотий вінець, в лівій - бич з трьох червоних (або чорних) мотузок. Варахиїл - на його одязі безліч рожевих квітів. Ієремиїл - тримає в руці терези.

## Зауваження
1. ↑  Деякими православними церквами святкується 8 (21) листопада за юліанським календарем, зокрема Єрусалимською, Російською, Сербською, Грузинською, Польською і Македонською православними церквами.